# Anatomische Hefte, 1. Abt.: Arbeiten aus anatomischen Instituten
Anatomische Hefte, 1. Abt.: Arbeiten aus anatomischen Instituten was een wetenschappelijk tijdschrift op het gebied van de anatomie. Het is opgericht in 1891. In 1921 is het opgegaan in Zeitschrift für Anatomie und Entwicklungsgeschichte. Het werd uitgegeven door de in München gevestigde uitgeverij J.F. Bergmann.